# Grammy Latino de 2015
A 16ª edição anual do Grammy Latino (16th Annual Latin Grammy Awards) foi realizada em 19 de novembro de 2015 no MGM Grand Garden Arena, em Paradise, Nevada. Foi a segunda edição do Grammy Latino realizada no local; a cerimônia foi transmitida ao vivo pela Univision.
Os indicados foram anunciados em 23 de setembro de 2015. O mexicano Leonel García liderou a lista dos indicados com seis nomeações, seguido por Natalia Lafourcade, com cinco. Adicionalmente, Juan Luis Guerra e Alejandro Sanz; os engenheiros Edgar Barrera, Demián Nava, e Alan Saucedo; e o produtor Cachorro López receberam quatro indicações cada um. Por sua vez, Pablo Alborán, Miguel Bosé, Café Quijano, Pedro Capó, Nicky Jam, Ricky Martin e Vicentico figuram entre os artistas que foram indicados em três categorias.
O cantor brasileiro Roberto Carlos foi o homenageado da edição com o prêmio Personalidade do Ano.

## Performances
- J Balvin, Farruko, Major Lazer, MØ — "Ginza"
- Alejandro Sanz, Paula Fernandes e Mariachi Sol de México — "A Que No Me Dejas"
- Banda el Recodo, Wisin — "Mi Vicio Más Grande" / "Las Fresas"
- Prince Royce — "Back It Up"
- Matisse — "Si Fuera Fácil"
- Raquel Sofía — "Te Amo Idiota"
- ChocQuibTown — "Salsa & Choke"
- Pablo Alborán — "Recuérdame"
- Ricky Martin — "Disparo al Corazón" / "La Mordidita"
- Natalia Jiménez e Il Volo — "Creo en Mi"
- Nicky Jam e OMI — "El Perdón" / "Cheerleader"
- Maná e Los Tigres del Norte — "Ironía" / "Somos Más Americanos"
- Bomba Estéreo e Will Smith — "Fiesta"[4]
- Roberto Carlos — "Te Amo, Te Amo, Te Amo" / "Propuesta" / "La Distancia" / "Un Millón de Amigos"
- Wisin e Ricky Martin — "Que Se Sienta El Deseo"
- Espinoza Paz — "Como a las 12"
- Maluma e Fifth Harmony — "Sin Contrato"
- Natalia Lafourcade — "Hasta la Raíz"
- Juan Luis Guerra — "Todo Tiene Su Hora"
- Julión Álvarez — "El Amor de Su Vida"
- Silvestre Dangond e Nicky Jam — "Materialista"

## Vencedores

### Categorias gerais
Gravação do Ano
"Hasta la Raíz" — Natalia Lafourcade
- "Fiesta" — Bomba Estéreo
- "Encanto" — Miguel Bosé
- "Será (Vida de Hombre)" — Café Quijano
- "La Vida Entera" — Camila e Marco Antonio Solís
- "Ella Es" — Leonel García e Jorge Drexler
- "Tus Besos" — Juan Luis Guerra
- "Disparo al Corazón" — Ricky Martin
- "Un Zombie a la Intemperie" — Alejandro Sanz
- "Ese Camino" — Julieta Venegas

Álbum do Ano
Todo Tiene Su Hora — Juan Luis Guerra
- MTV Unplugged — Pepe Aguillar
- Son de Panamá — Rubén Blades e Roberto Delgado
- Amo — Miguel Bosé
- Orígenes: El Bolero Volumen 3 — Café Quijano
- Creo en Mí — Natalia Jiménez
- Hasta la Raíz — Natalia Lafourcade
- Caja de Música — Monsieur Periné

Canção do Ano
"Hasta la Raíz" — Leonel García e Natalia Lafourcade
- "Disparo al Corazón" — Pedro Capó, Yoel Henríquez, Ricky Martin e Rafael Esparza Ruiz (interpretada por Ricky Martin)
- "Ese Camino" — Julieta Venegas
- "Hoy Es Domingo" — Beatriz Luengo, Antonio Rayo Gibo, Yotuel Romero e Diego Torres (interpretada por Diego Torres)
- "Por Fin" — Pablo Alborán
- "Quédate Con Ella" — Claudia Brant e Natalia Jiménez
- "¿Recuerdas?" — Leonel García
- "Un Zombie a la Intemperie" — Alejandro Sanz
- "Vida de Mi Vida" — Gian Marco
- "Vivo" — Pedro Capó

### Categoria Regional Brasileira
Álbum de Samba/Pagode do Ano
Só Felicidade — Fundo de Quintal
- Herança Popular — Arlindo Cruz
- Em Samba! Ao Vivo — Mart'nália
- Bossa Negra — Diogo Nogueira e Hamilton de Holanda
- Ser Humano — Zeca Pagodinho
- Sorriso Eu Gosto - Ao Vivo no Maracanãzinho — Sorriso Maroto

Álbum de MPB do Ano
América, Brasil — Ivan Lins
- Meus Quintais — Maria Bethânia
- Centenário Caymmi — Dorival Caymmi
- Guelã — Maria Gadú
- Carbono — Lenine

Álbum de Música Sertaneja do Ano
Amizade Sincera II — Renato Teixeira e Sérgio Reis
- Os Anjos Cantam — Jorge & Mateus
- Cabaré — Leonardo e Eduardo Costa
- Bem Sertanejo — Michel Teló
- Irmãos — Victor & Leo

Canção Brasileira do Ano
"Bossa Negra" — Diogo Nogueira, Hamilton de Holanda e Marcos Portinari
- "Diz Pra Mim" — Bruno Bocini (Malta)
- "Mais Ninguém" — Mallu Magalhães (Banda do Mar)
- "Simples Assim" — Dudu Falcão e Lenine (Lenine)
- "Tudo" — Adriana Calcanhotto e Bebel Gilberto (Bebel Gilberto)